# Рехман, Латиф-ур
Латиф-ур Рехман (англ. Latif-ur Rehman; 1 января 1929, Индаур, Британская Индия — 27 февраля 1987, Фейсалабад, Пенджаб) — индийский и пакистанский хоккеист на траве, нападающий. Олимпийский чемпион 1948 года, серебряный призёр летних Олимпийских игр 1956 года, участник летних Олимпийских игр 1952 года, чемпион летних Азиатских игр 1958 года.

## Биография
Латиф-ур Рехман родился 1 января 1929 года в городе Индаур в Британской Индии (сейчас в Индии).
Играл в хоккей на траве за Бхопал.
В 1948 году вошёл в состав сборной Индии по хоккею на траве на летних Олимпийских играх в Лондоне и завоевал золотую медаль. Играл на позиции нападающего, провёл 1 матч, мячей не забивал.
В 1952 году вошёл в состав сборной Пакистана по хоккею на траве на летних Олимпийских играх в Хельсинки, занявшей 4-е место. Играл на позиции нападающего, провёл 3 матча, мячей не забивал.
В 1956 году вошёл в состав сборной Пакистана по хоккею на траве на летних Олимпийских играх в Мельбурне и завоевал серебряную медаль. Играл на позиции нападающего, провёл 2 матча, мячей не забивал.
В 1958 году завоевал золотую медаль хоккейного турнира летних Азиатских игр в Токио.
В 1950—1962 годах провёл за сборную Пакистана 24 матча, мячей не забивал.
Умер 27 февраля 1987 года в пакистанском городе Фейсалабад.